# レンサ球菌科
レンサ球菌科(Streptococcaceae)は、グラム陽性菌の分類である。ラクトバシラス目の中に置かれ、ラクトコッカス属、ラクトウム属、レンサ球菌属を含む。